# Josef Harpe
Josef Harpe (Buer, 21 september 1887 – Nürnberg, 14 maart 1968) was een Duits Generaloberst tijdens de Tweede Wereldoorlog. Hij was de hoofdverantwoordelijke voor het inrichten van het doodskamp Osaritschi, maar ontkwam, anders dan zijn ondergeschikte Johann Richert, aan bestraffing door een Russische rechtbank. 
Tijdens de inval van Polen voerde Josef Harpe als Oberst een gepantserde brigade aan. Op 15 februari 1940 werd hij benoemd tot commandant van een opleidingsinstituut voor pantsertroepen in Wünsdorf in Zossen. Op 1 augustus 1940 werd hij bevorderd tot Generalmajor en werd op 5 oktober 1940 commandant van de 2. Infanterie-Division (2e Infanteriedivisie). Tijdens de Slag om Bialystok–Minsk en verdere inval in Wit-Rusland leidde Josef Harpe dan ook de 12. Panzer-Division (12e Pantserdivisie). Hiervoor werd hij op 15 januari 1942 bevorderd tot Generalleutnant en werd hij de bevelhebber van XXXXI. Armeekorps (mot.) (41e Gemotoriseerde Korps ).
Op 1 juni 1942 volgde de bevordering tot General der Panzertruppen en op 10 juli werd zijn korps hernoemd tot XXXXI. Panzerkorps (41e Pantserkorps). Voor zijn aandeel en moed tijdens de Slag om Koersk werd hij op 4 november 1943 benoemd tot commandant van de 9. Armee (9e Leger). Op de terugtocht in maart 1944, beval hij de deportatie van allerlei arbeidsongeschikten naar het kamp Osaritschi, die daar vervolgens stierven als ratten. Kort daarna, op 20 april 1944, werd Harpe bevorderd tot Generaloberst en nam hij op 1 mei het commando van de 4. Panzerarmee (4e Pantserleger) in Noord-Oekraïne op zich. Op 28 juni 1944 nam hij de leiding van Generalfeldmarschall Walter Model van Heeresgruppe Nordukraine over. Na herbenoeming van Heeresgruppe Nordukraine op 28 september in Heeresgruppe A bleef hij de bevelhebber. Na de Russische doorbraak bij Baranów Sandomierski tijdens het Wisła-Oderoffensief werd Josef Harpe door Adolf Hitler als zondebok beschouwd en werd hij op 17 januari 1945 vervangen door Generaloberst Ferdinand Schörner.
Op 9 maart 1945 werd hij benoemd tot commandant van de 5. Panzerarmee (5e Pantserleger) en viel hij op 17 april 1945 in handen van de Amerikanen na de belegering van het Roergebied. Josef Harpe kwam vrij op 14 april 1948.

## Militaire loopbaan
- Fahnenjunker: 28 september 1900[10]
- Fahnenjunker-Unteroffizier: 1 maart 1910[4][10]
- Fähnrich: 17 mei 1910[4][10]
- Leutnant: 20 maart 1911[4][10][11]
- Oberleutnant: 18 april 1915[4]
- Hauptmann: 18 april 1918[4][10]
- Major: 1 april 1931[4]
- Oberstleutnant: 1 augustus 1934[4][5]
- Oberst: 1 januari 1937 (met ingang vanaf 1 januari)[4][10][12][5]
- Generalmajor: 30 augustus 1940 (met ingang vanaf 1 augustus)[4][10][12]
- Generalleutnant: 15 januari 1942[4][10][5]
- General der Panzertruppe: 1 juni 1942[4][10][5]
- Generaloberst: 20 april/mei 1944[4][12][13]

## Decoraties
- Ridderkruis van het IJzeren Kruis (nr.418) op 13 augustus 1941 als Generalmajor en Commandant 12e Pantserdivisie / 39e Legerkorps / 9e Leger / Heeresgruppe Mitte[14][15][4]
- Ridderkruis van het IJzeren Kruis met Eikenloof (nr.55) op 31 december 1941 als Generalmajor en Commandant 12e Pantserdivisie / Heeresgruppe Nord[16][15][4][5]
- Ridderkruis van het IJzeren Kruis met Eikenloof en Zwaarden (nr.36) op 15 september 1943 als General der Panzertruppe en Bevelvoerend-generaal van het 41e Pantserkorps[17][15][4]
- IJzeren Kruis 1914, 1e Klasse[11] (3 september 1915)[4] en 2e Klasse[11] (21 september 1914)[4][18][15]
- Gewondeninsigne 1918 in zwart[10][4][11]
- Erekruis voor Frontstrijders in de Wereldoorlog[4] in 1936[10]
- Dienstonderscheiding van Leger en Marine voor (25 dienstjaren)[10][4]
- Panzerkampfabzeichen in zilver[10][4]
- Herhalingsgesp bij IJzeren Kruis 1939, 1e Klasse en 2e Klasse[15][4]
- Anschlussmedaille met gesp Prager Burg[10][4]
- Sudetenlandmedaille[10][4]
- Medaille Winterschlacht im Osten 1941/42[10]
- Duitse Kruis in goud op 19 februari 1943 als General der Panzertruppe en Bevelvoerend-generaal van het 41e Pantserkorps[19][15][4]
- Grootkruis in de Orde van de Kroon van Roemenië met Kroon en Zwaarden[10][4]
- Hij werd eenmaal genoemd in het Wehrmachtbericht. Dat gebeurde op 1 januari 1944.[15][10][4]